# Theo Fischer (Politiker, 1937)

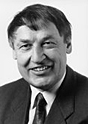
Theo Fischer

Theo Fischer, auch Fischer-Hägglingen genannt (* 25. Dezember 1937 in Hägglingen, heimatberechtigt in Dottikon) ist ein Schweizer Politiker (SVP) und Notar.
Von 1973 bis 1981 war Fischer Mitglied des Grossen Rates des Kantons Aargau. Zum 26. November 1979 gelang ihm die Wahl in den Nationalrat. Dort hatte er Einsitz in diversen Kommissionen. Von 1995 bis 1998 war er Fraktionschef der SVP-Fraktion. Bei den Parlamentswahlen 1999 trat er nicht mehr an und schied daher zum 5. Dezember 1999 aus der grossen Kammer aus.